# Los girasoles ciegos
Los girasoles ciegos é um filme de drama produzido na Espanha, lançado em 2008 e dirigido por José Luis Cuerda.

## Elenco
- Maribel Verdú ..... Elena
- Javier Cámara ..... Ricardo
- Raúl Arévalo ..... Salvador
- Roger Príncep ..... Lorenzo
- José Ángel Egido ..... Rector
- Martín Rivas ..... Lalo
- Irene Escolar ..... Elenita
- Ricardo de Barreiro ..... Fernández
- Miguel de Lira ..... Hermano
- Fanny de Castro ..... Lola
- Íñigo Navares ..... Paquito
- Luis Callejo ..... Fiscal Militar

## Prêmios e indicações

### XXIII edição de Prêmios Goya
| Categoria                 | Indicado                         | Resultado |
| ------------------------- | -------------------------------- | --------- |
| Melhor filme              | Rafael Azcona                    | Indicado  |
| Melhor diretor            | José Luis Cuerda                 | Indicado  |
| Melhor atriz protagonista | Maribel Verdú                    | Indicado  |
| Melhor ator protagonista  | Raúl Arévalo                     | Indicado  |
| Melhor ator coadjuvante   | José Ángel Egido                 | Indicado  |
| Melhor ator revelação     | Martín Rivas                     | Indicado  |
| Melhor roteiro            | Rafael Azcona                    | Ganhou    |
| Melhor música             | Lucio Godoy                      | Indicado  |
| Melhor fotografia         | Hans Burmann                     | Indicado  |
| Melhor edição             | Nacho Ruiz Capillas              | Indicado  |
| Melhor direção de arte    | Balter Gallart                   | Indicado  |
| Melhor gestão de produção | Emiliano Otegui                  | Indicado  |
| Melhor figurino           | Sonia Grande                     | Indicado  |
| Melhor cabelo e maquiagem | Silvie Ymbert Fermín Galán       | Indicados |
| Melhor som                | Steinberg Ricardo Alfonso Raposo | Indicados |

### Prêmio Cinematográfico José María Forqué
| Categoria    | Resultado |
| ------------ | --------- |
| Melhor filme | Indicado  |

### Círculo de Escritores Cinematográficos
| Categoria                 | Indicado                       | Resultado |
| ------------------------- | ------------------------------ | --------- |
| Melhor atriz protagonista | Maribel Verdú                  | Indicado  |
| Melhor roteiro adaptado   | Rafael Azcona José Luis Cuerda | Indicado  |
| Melhor fotografia         | Hans Burmann                   | Indicado  |

### Fotogramas de Plata 2008
| Categoria              | Indicado      | Resultado |
| ---------------------- | ------------- | --------- |
| Melhor atriz de cinema | Maribel Verdú | Ganhou    |
| Melhor ator de cinema  | Raúl Arévalo  | Indicado  |

### Prêmios União de Atores
| Categoria                           | Indicado         | Resultado |
| ----------------------------------- | ---------------- | --------- |
| Melhor atriz protagonista de cinema | Maribel Verdú    | Indicado  |
| Melhor ator protagonista de cinema  | Raúl Arévalo     | Indicado  |
| Melhor ator coadjuvante de cinema   | José Ángel Egido | Ganhou    |

### Prêmios Catalina de Ouro Índia
| Categoria               | Indicado         | Resultado |
| ----------------------- | ---------------- | --------- |
| Melhor direção          | José Luis Cuerda | Ganhou    |
| Melhor ator coadjuvante | Roger Príncep    | Ganhou    |

### Prêmios EñE do cinema espanhol
| Categoria                                  | Indicado         | Resultado |
| ------------------------------------------ | ---------------- | --------- |
| Melhor filme                               | Rafael Azcona    | Indicado  |
| Melhor interpretação feminina              | Maribel Verdú    | Indicado  |
| Melhor interpretação masculina             | Raúl Arévalo     | Indicado  |
| Melhor interpretação masculina coadjuvante | José Ángel Egido | Indicado  |